# Anii 1670
Anii 1670 au fost un deceniu care a început la 1 ianuarie 1670 și s-a încheiat la 31 decembrie 1679.